# Дуран Іван Петрович
Іван Петрович Дуран (нар. 24 серпня 1971, село Щасливе, тепер Мукачівського району Закарпатської області) — український діяч, 1-й заступник голови Закарпатської обласної державної адміністрації, тимчасовий виконувач обов'язків голови Закарпатської обласної державної адміністрації (з 11 червня до 5 липня 2019 року).

## Життєпис
Має дві вищі освіти: у 1995 році закінчив Львівську комерційну академію за спеціальністю економіка підприємства, у 2008 році в Ужгородському Національному університеті здобув фах юриста.
Впродовж дванадцяти років працював в органах Служби безпеки України.
До 2016 року очолював Федерацію футболу Закарпаття.
З січня 2016 року — перший заступник голови Закарпатської обласної державної адміністрації.
З 11 червня до 5 липня 2019 року — тимчасовий виконувач обов'язків голови Закарпатської обласної державної адміністрації.